# The Chocolate Dandies
In Bamville è stato un musical messo in scena per la prima volta nel 1924 a New York.  Dopo un tour di 24 settimane venne  rivisto e corretto e presentato al Colonial Theatre di Broadway il 1º settembre 1924 con il titolo di The Chocolate Dandies. Eubie Blake compose la musica, Noble Sissle scrisse i testi e fu coautore del libretto con Lew Payton, Lorenzo C. Calduel (alias Lawrence Caldwell) scrisse le musiche delle parti orchestrali e vocali.vDel coro faceva anche parte, prima di diventare famosa, Josephine Baker.

## Trama
Il musical è una commedia ambientata nella città fittizia di Bamville. Al centro dell'attività della città c'è un ippodromo. Il personaggio principale, Mose Washington, proprietario di un cavallo chiamato "Dumb Luck", si addormenta prima di una corsa e sogna di essere diventato ricco dopo aver vinto una scommessa su una corsa di cavalli. Quando si sveglia, scopre che era tutto un sogno: la corsa era stata vinta da un altro cavallo, appartenente a un rivale. La commedia si conclude con il matrimonio del rivale con la figlia di un importante cittadino.

## Produzione
Ideato da Eubie Blake e Noble Sissle mentre il loro più grande successo Shuffle Along era ancora in tournée, The  Chocolate Dandies fu il tentativo della coppia di autori di capitalizzarne il successo  e produrre uno spettacolo teatrale musicale che potesse competere con le produzioni di musical prodotti da bianchi con cast enormi, costumi sontuosi e scenografie elaborate, quali  le  Ziegfeld Follies.
La prima edizione di The Chocolate Dandies del 1924 fu prodotta da Bertram Cecil Whitney (1870-1929).  I costumi furono opera di John Newton Booth Jr. (1890–1949), Kiviette (nata Yetta Shimansky; 1893-1978) e Hugh Willoughby (1891-1973); Tony Greshoff (nato Anton Greshoff; 1870-1943) si occupò delle luci mentre la regia fu di Julian Mitchell.